# La Vallée (district)
Het district La Vallée (Frans: District de la Vallée, Duits: Bezirk La Vallée du Lac de Joux) was een bestuurlijke eenheid binnen het kanton Vaud. De hoofdplaats is Le Sentier. Het district is in de cirkels (Frans: Cercle) Le Chenit en Le Pont opgesplitst.
Het district bestaat uit drie gemeenten, heeft een oppervlakte van 163,68 km² en heeft 6139 inwoners (eind 2003).
Tijdens de Districtelijke herindellingen van 2008 is het opgegaan in het nieuwe district Jura-Nord vaudois.
| Le Chenit | 4073 | 99,22 |

| L'Abbaye | 1243 | 31,89 |
| Le Lieu  | 823  | 32,57 |

Aigle · Broye-Vully · Gros-de-Vaud · Jura-Nord vaudois · Lausanne · Lavaux-Oron · Morges · Nyon · Ouest lausannois · Riviera-Pays-d'Enhaut

Voormalige districten: Aubonne · Avenches · Cossonay · Echallens · Grandson · La Vallée · Lavaux · Moudon · Orbe · Oron · Payerne · Pays-d'Enhaut · Rolle · Vevey · Yverdon